# STS-51-D
STS-51-D byla mise raketoplánu Discovery. Celkem se jednalo o 16. misi raketoplánu do vesmíru a 4. pro Discovery. Cílem letu byla doprava dvou satelitů na oběžnou dráhu (TELESAT-I a SYNCOM IV-3).

## Posádka
- Karol J. Bobko (2) velitel
- Donald E. Williams (1) pilot
- Margaret Seddonová (1) letový specialista
- Jeffrey A. Hoffman (1) letový specialista
- Stanley Griggs (1) letový specialista
- Charles D. Walker (2) specialista pro užitečné zatížení
- Jake Garn (1) specialista pro užitečné zatížení

V závorkách je uvedený dosavadní počet letů do vesmíru včetně této mise.

## Výstupy do volného vesmíru (EVA)
- EVA 1: 16. duben 1985
- Trvání: 3 hodiny 06 minuty
- Kdo: Hoffman a Griggs